# Mängelexemplar

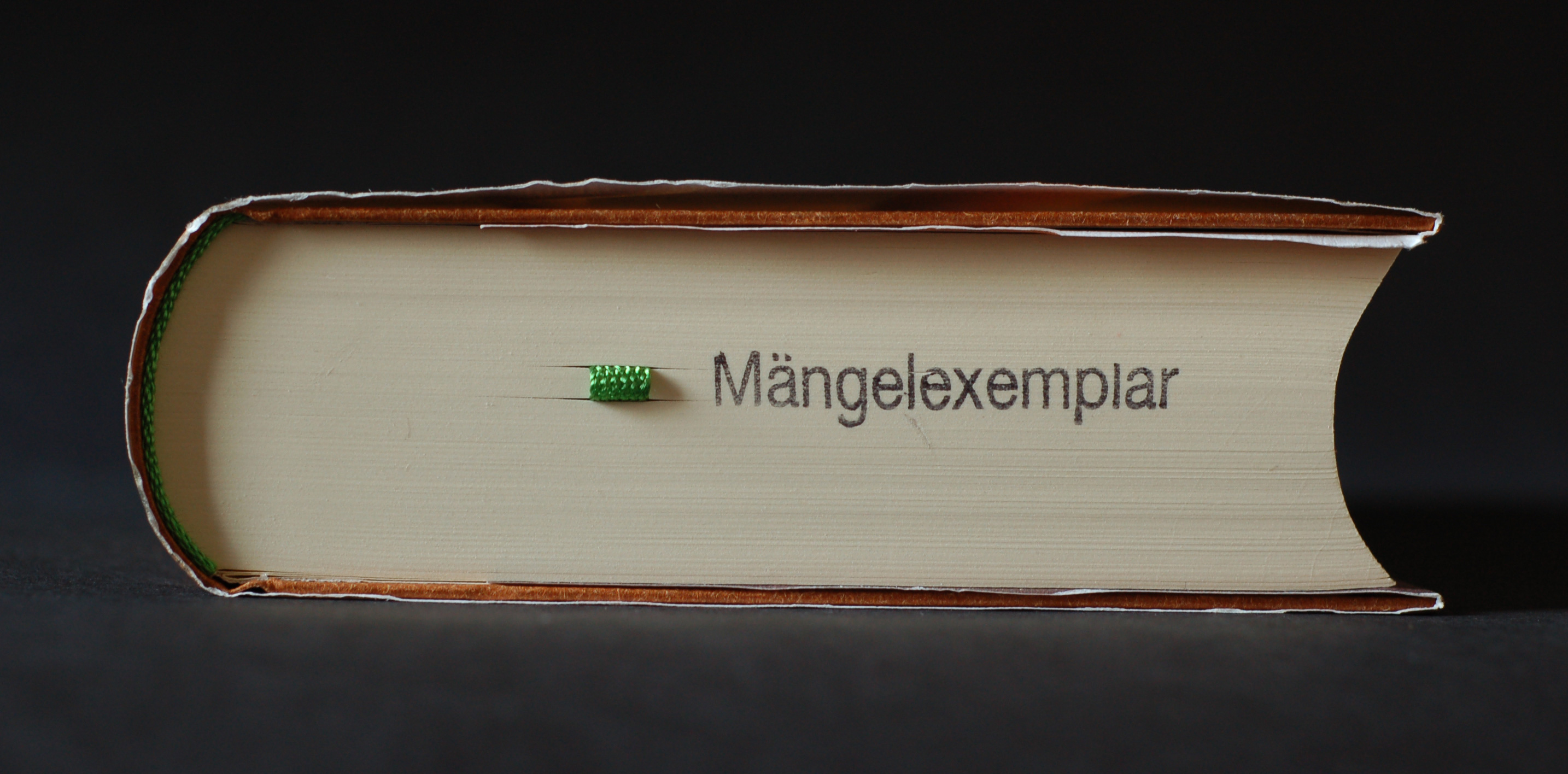
Mängelexemplar mit Stempelaufdruck

Mängelexemplar ist ein Begriff aus dem Buchhandel und bezeichnet ein Buch, das auf Grund eines deutlichen Mangels nicht mehr der Buchpreisbindung unterliegt und somit billiger, im Modernen Antiquariat, verkauft wird. Diese Bücher sind in der Regel durch einen gut sichtbaren Stempel oder einen dicken Filzstiftstrich an der unteren Schnittkante gekennzeichnet.
Beschädigte Remittenden sind Mängelexemplare, die zu reduzierten Preisen verkauft werden dürfen. Scheinmängelexemplare umgehen die Preisbindung, indem Bücher ohne tatsächlichen Mangel als Mängelexemplare klassifiziert und verkauft werden.
Vom Defektexemplar unterscheidet sich das Mängelexemplar dadurch, dass der Mangel nicht im Rahmen des Fertigungsprozesses entstand, etwa durch fehlerhaften Druck oder Bindung, sondern erst während Lagerung und Transport.

## Qualität von Mängelexemplaren und Verramschung

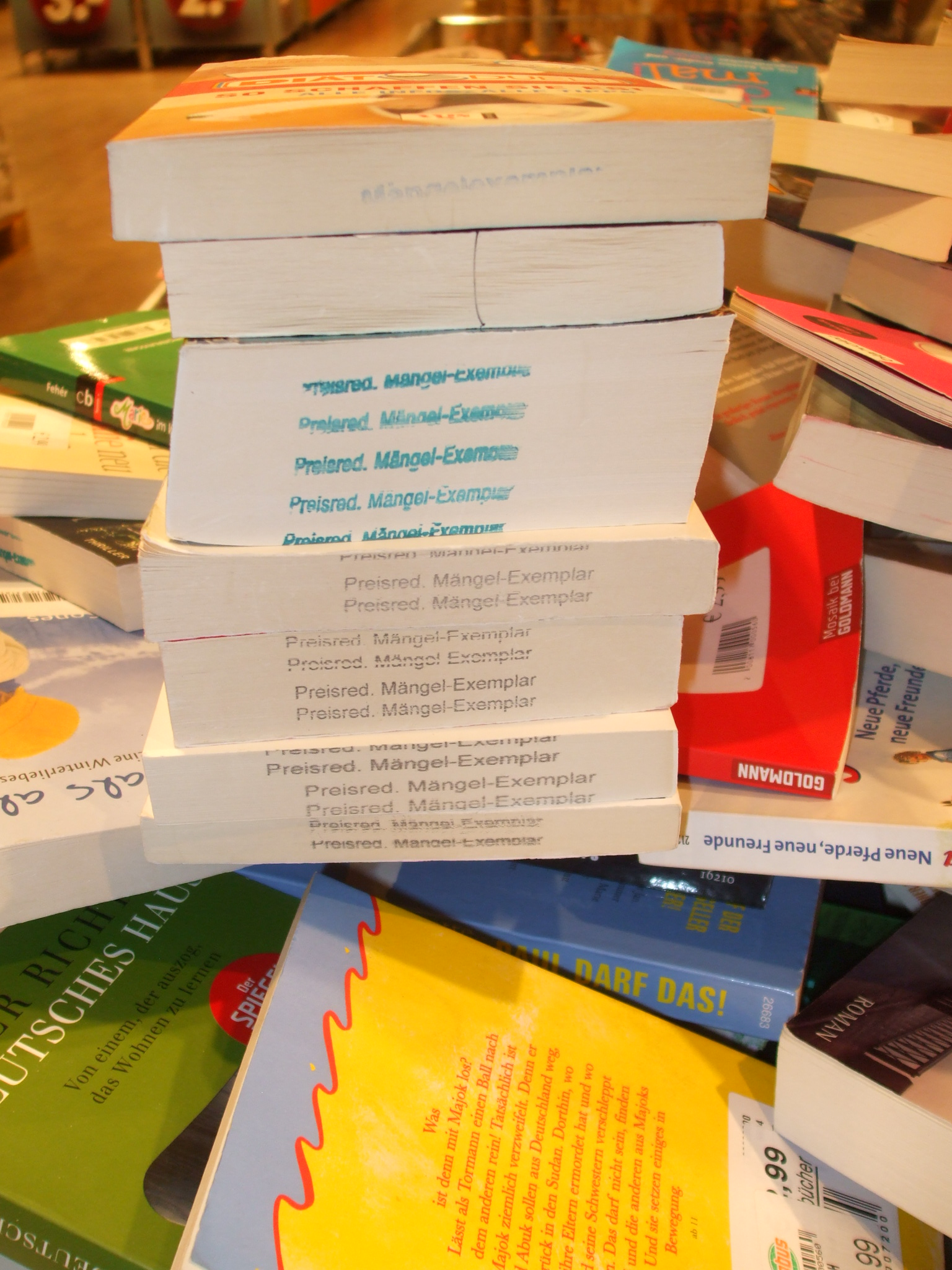
Verschiedene Kennzeichnungen preisreduzierter Taschenbücher auf einem Wühltisch

Mängelexemplare können durchaus noch in sehr gutem Zustand sein. Früher wurden auch einfach veraltete oder neuaufgelegte Bücher vom Verlag aus dem Handel zurückgezogen und diese Remittenden dann als Mängelexemplare verramscht. In jüngster Zeit gab es allerdings eine Reihe höchstrichterlicher Urteile zum Buchpreisbindungsgesetz, die klarstellen, dass ansonsten verlagsneue Bücher durch „Mängelung“ mit Stempel oder Filzstift nicht automatisch aus der Buchpreisbindung fallen. Die Verlage stehen damit zunehmend in der Pflicht, Bücher erst dann als Mängelexemplare zu kennzeichnen, wenn tatsächlich gut sichtbare und nicht korrigierbare Mängel vorhanden sind.
Gründe für eine von dieser Regel abweichende Praxis waren vor allem die geringen Absatzmöglichkeiten für Bücher, die bereits eine gewisse Zeit im Handel sind. Da Bücher aufgrund der Buchpreisbindung erst nach 18 Monaten verramscht werden dürfen, fallen bis zu diesem Zeitpunkt Kosten für die Lagerung an – eine vorzeitige Verramschung wird auf diese Weise für einige Verlage und Verkäufer attraktiv. Der Börsenverein des Deutschen Buchhandels räumt dazu ein, dass bei einer solchen Praxis allerdings das Vertrauen des Kunden in den Verlag leiden könnte und die Absatzzahlen von Novitäten zurückgehen, wenn Kunden mit einer vorzeitigen Verramschung des Titels rechnen und diese vor einem Kauf erst abwarten.